# Orthobula pura
Espèce
Orthobula pura est une espèce d'araignées aranéomorphes de la famille des Trachelidae.

## Distribution
Cette espèce est endémique de Sulawesi en Indonésie. Elle se rencontre dans le parc national Bogani Nani Wartabone.

## Description
La femelle holotype mesure 2,20 mm.

## Publication originale
- Deeleman-Reinhold, 2001 : Forest spiders of South East Asia: with a revision of the sac and ground spiders (Araneae: Clubionidae, Corinnidae, Liocranidae, Gnaphosidae, Prodidomidae and Trochanterriidae. Brill, Leiden, p. 1-591.